# 鄭顯三

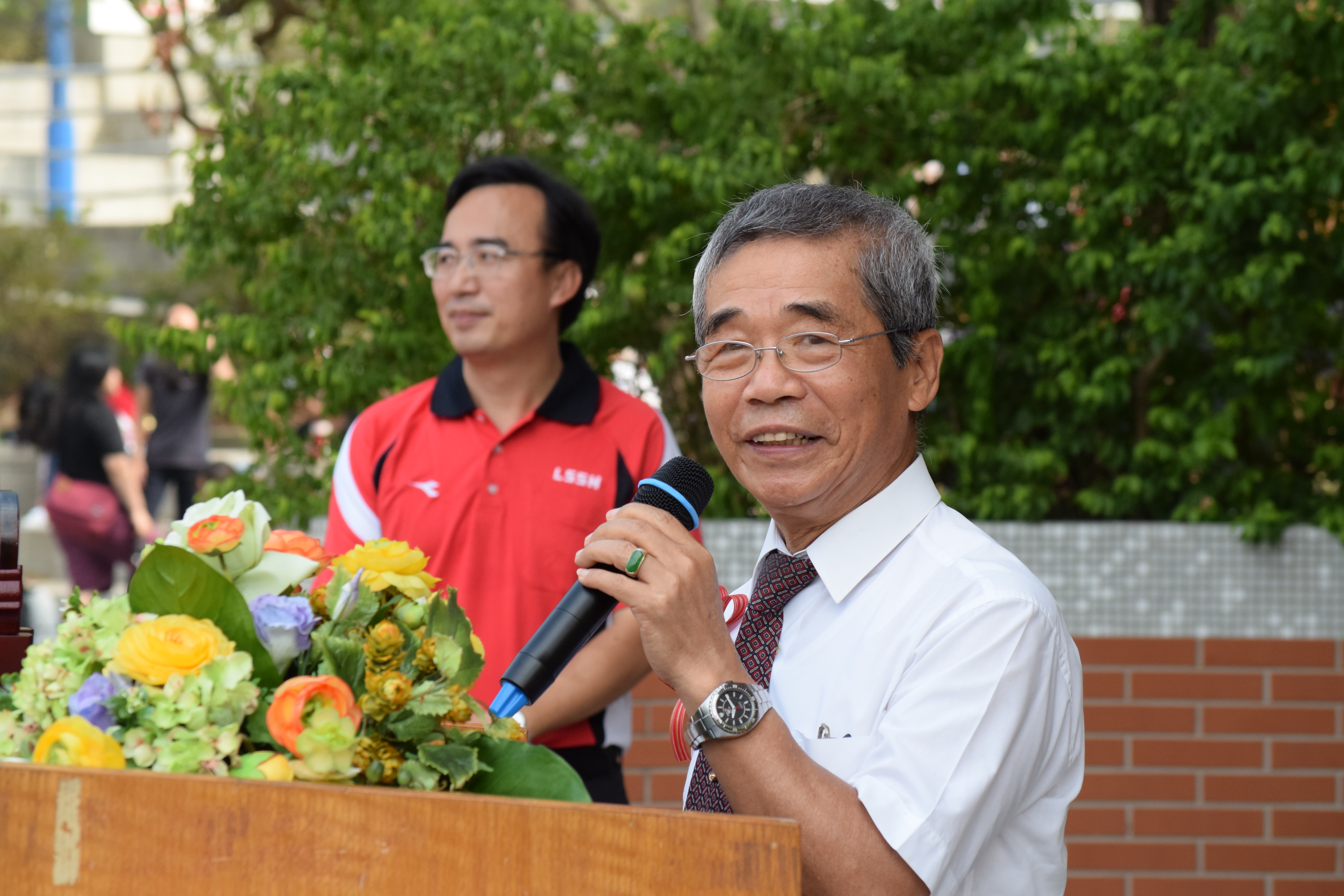
創校校長鄭顯三

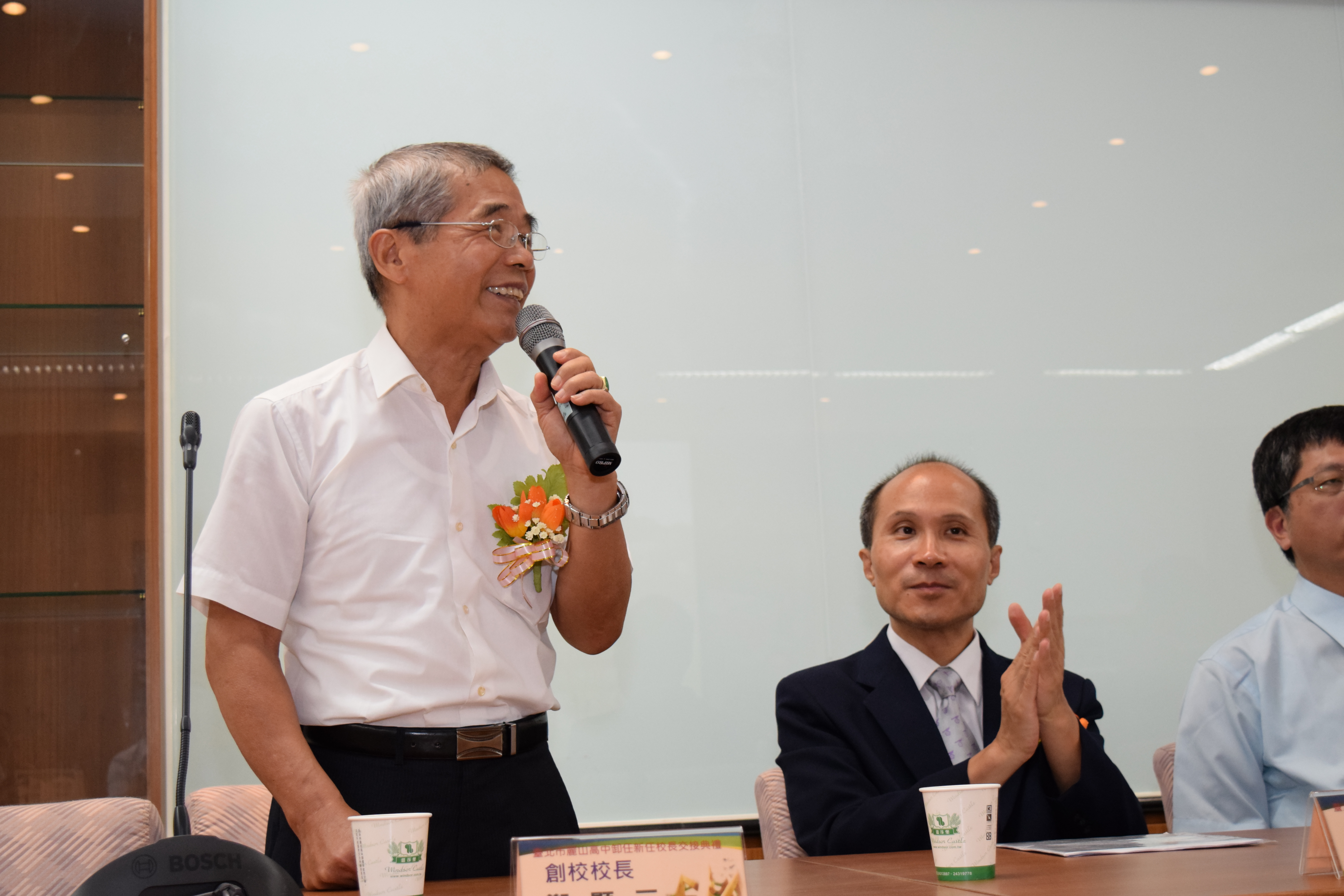
麗山創校校長鄭顯三（左一）

鄭顯三是臺北市立麗山高級中學籌備處籌備主任及麗山高級中學第一任退休校長，於1993年就任籌備主任，2000就任第一屆校長，於2005年自麗山退休。台南師範大學（現為台南大學）48級普師科畢業、師大教育系畢業、政治大學教育研究所結業。曾任國小、初中教師；國中教務主任；台北市新民、北投、明德、士林國中校長等職。
1993年奉派籌備麗山高中，歷經都市計畫變更、地形地物礦坑調查與地質鑽探、校舍配置安全評估、環境影響評估及差異分析報告、水土保持計畫審查、都市設計審議等前置作業。
2000年校舍完成，擔任創校首任校長，致力發展數理科學教育，三年有成：台北市學生科展團體成績第四名、第一名及第三名；全國科展兩件第一名、一件第三名；台灣區國際科展一件第一名、兩件第二名；旺宏青年科學獎銀牌；第二屆全國高中生高溫超導創意賽銅牌獎等；全國高中生網際網路程式設計賽第五名；而體育方面的手球和射箭隊，也有多次獲獎奪牌紀錄。
麗山高中校歌歌詞亦出於其手筆。
2005年自麗山退休後於每年固定回校參加麗山高中校慶。
鄭顯三於退休後受聘為麗山高中校務發展委員會顧問，繼續為麗山高中服務。